# Music in Motion
Music in Motion är Amy Diamonds tredje studioalbum, och släpptes 2007. Albumet innehåller 13 spår. Första singeln heter Is It Love? och släpptes den 26 september 2007. Den andra singeln heter Stay My Baby och släpptes den 21 november 2007. En specialversion av albumet, Music in Motion (Gold edition), släpptes 2008.

## Låtlista
1. Stay My Baby
2. Is it Love?
3. Sleepy Sunday
4. We're in this Together
5. Look the other Way
6. Domino
7. Takes One to Know One
8. Graduation Song
9. So 16
10. Yellow Shirt
11. Speed of Light
12. Looks Like We Made It
13. We Could Learn a Lot

## Music in Motion (Gold edition)
Specialversionen Music in Motion (Gold edition) från 2008 innehåller förutom spåren på originalalbumet tre stycken Karaoke-versioner, en musikvideo och låten Thank You som Amy framförde i Melodifestivalen 2008.

## Låtlista
| Nr | Låt                              | Musik                                             | Text                                              | Längd |
| -- | -------------------------------- | ------------------------------------------------- | ------------------------------------------------- | ----- |
| 1  | Thank You                        | Sandra Nordström, Mathias Venge, Peter Wennerberg | Sandra Nordström, Mathias Venge, Peter Wennerberg | 2:58  |
| 2  | Stay My Baby                     |                                                   |                                                   | 3:04  |
| 3  | Look The Other Way               |                                                   |                                                   | 3:13  |
| 4  | Is It Love ?                     |                                                   |                                                   | 3:06  |
| 5  | We're In This Together           |                                                   |                                                   | 3:48  |
| 6  | Graduation Song                  |                                                   |                                                   | 3:27  |
| 7  | Looks Like We Made It            |                                                   |                                                   | 3:49  |
| 8  | Speed Of Light                   |                                                   |                                                   | 3:29  |
| 9  | We Could Learn A Lot             |                                                   |                                                   | 4:07  |
| 10 | Takes One To Know One            |                                                   |                                                   | 3:53  |
| 11 | Domino                           |                                                   |                                                   | 3:12  |
| 12 | Sleepy Sunday                    |                                                   |                                                   | 3:49  |
| 13 | So 16                            |                                                   |                                                   | 3:51  |
| 14 | Yellow Shirt                     |                                                   |                                                   | 3:28  |
| 15 | Thank You (Karaoke-version)      | Sandra Nordström, Mathias Venge, Peter Wennerberg | Sandra Nordström, Mathias Venge, Peter Wennerberg | 2:57  |
| 16 | Stay My Baby (Karaoke-version)   |                                                   |                                                   | 3:04  |
| 17 | Speed Of Light (Karaoke-version) |                                                   |                                                   | 3:28  |
| 18 | Stay My Baby (Musikvideo)        |                                                   |                                                   | ?     |

## Listplaceringar
| Lista (2007-2008) | Topplacering |
| ----------------- | ------------ |
| Sverige           | 3            |